# Acidaliodes celenna
Acidaliodes celenna là một loài bướm đêm trong họ Noctuidae.